# 잉리 모에 볼
잉리 모에 볼(노르웨이어: Ingrid Moe Wold, 1990년 1월 29일 ~ )은 노르웨이의 여자 축구 선수이다. 포지션은 수비수이며, 현재 노르웨이 톱세리엔의 LSK 크빈네르 FK에서 활동하고 있다.

## 클럽 경력
카프 IF, 예비크 FK 청소년 팀에서 활동했으며 2009년에 LSK 크빈네르 FK에 입단하면서 톱세리엔 무대에 데뷔했다.

## 국가대표 경력
노르웨이 여자 U-17, U-19, U-20 축구 국가대표팀에서 주전 선수로 활약했으며 프랑스에서 개최된 2008년 UEFA U-19 여자 축구 선수권 대회에서는 노르웨이의 준우승에 기여했다. 칠레에서 개최된 2008년 FIFA U-20 여자 월드컵에 참가했지만 노르웨이는 조별 예선에서 탈락하고 만다.
2009년부터 2013년까지 노르웨이 여자 U-23 축구 국가대표팀 선수로 활동했다. 2012년 1월에는 노르웨이 여자 축구 국가대표팀의 스페인 무르시아 지방 전지 훈련에 참가했고 2012년 1월 17일에 열린 스웨덴과의 친선 경기에 처음 출전하면서 노르웨이 여자 축구 국가대표팀 선수로 데뷔했다. 캐나다에서 개최된 2015년 FIFA 여자 월드컵에서는 노르웨이의 16강전 진출에 기여했다.
네덜란드에서 개최된 UEFA 여자 유로 2017에도 참가했지만 노르웨이는 조별 예선에서 탈락하고 만다. 프랑스에서 개최된 2019년 FIFA 여자 월드컵에서는 노르웨이의 8강전 진출에 기여했다.

## 수상
LSK 크빈네르 FK
- 톱세리엔 6회 우승 (2012, 2014, 2015, 2016, 2017, 2018)
- 노르웨이 여자컵 4회 우승 (2014, 2015, 2016, 2018)